# Sháibivka
Sháibivka (ucraniano: Ша́йбівка) es un pueblo de Ucrania, perteneciente al municipio rural de Naráyiv, en el raión de Ternópil de la óblast de Ternópil.
En 2001, el pueblo tenía una población de 217 habitantes.
Se ubica unos 3 km al oeste de la capital municipal Naráyiv, junto al límite con la óblast de Leópolis, sobre la carretera que lleva a Peremyshliany.

## Historia
Antes de la formación del actual municipio de Naráyiv en 2019, el pueblo era una pedanía del consejo rural de Naráyiv, en el raión de Berezhany.